# 刷经寺镇
刷经寺镇（藏語：བསྲ་ཅིན་སེ，藏语拼音：Sajinse（當地音Wshajinse/Wszhajinse）），是中华人民共和国四川省阿坝藏族羌族自治州红原县下辖的一个乡镇级行政单位。

## 行政区划
刷经寺镇下辖以下地区：
刷镇社区、唐新村、老康猫村、亚休村、三家寨村、色隆村和加当村。